# Mario Bianchi (regista televisivo)
Mario Bianchi (Casale Monferrato, 6 marzo 1948) è un regista televisivo italiano.

## Biografia
Dal 1981 – anno di esordio – ha diretto quasi tutti i programmi condotti da Mike Bongiorno sulle reti Mediaset. Fanno eccezione solo I sogni nel cassetto e la prima edizione di Superflash, diretti da Lino Procacci, oltre alle edizioni di Bis successive alla prima, dirette da Annarosa Gavazzi, e ad alcuni programmi musicali, diretti da Tiziana Martinengo. In pratica, potrebbe essere considerato come il successore in Mediaset di Piero Turchetti, storico regista dei telequiz condotti da Bongiorno in Rai. 
Ha diretto anche altre trasmissioni televisive, tra le quali il varietà Non dimenticate lo spazzolino da denti del 1996, diverse edizioni di Festivalbar, La sai l'ultima?, Scherzi a parte, Stranamore, Sotto a chi tocca. Fu anche oggetto di imitazione nella trasmissione radiofonica Viva Radio 2.

## Programmi televisivi

### Regista
- Incontri d'estate (Canale 5, 1980-1985)
- Bis (Canale 5, 1981-1983)
- Superflash (Canale 5, 1983-1985)
- Festivalbar (Canale 5, 1983-1988; Italia 1, 1989-1990)
- Gran Premio Internazionale dello Spettacolo (Canale 5, 1984-1989)
- Azzurro (Italia 1, 1985-1990)
- Pentatlon (Canale 5, 1985-1987)
- SandraRaimondo Show (Canale 5, 1987)
- Telemike (Canale 5, 1987-1992)
- Bellezze al bagno (Canale 5, 1989-1991)
- La ruota della fortuna (Canale 5, 1989-1996; Rete 4, 1996-2003)
- Bravo Bravissimo (Canale 5, 1991-1995)
- Premio Mozart
- Tutti x uno (Canale 5, 1992-1993)
- Festival italiano (Canale 5, 1993-1994)
- Non dimenticate lo spazzolino da denti (Canale 5, 1995; Italia 1, 1996-1997)
- Galà della pubblicità (Canale 5, 1996-1997; 2001-2004; Italia 1, 1998-2000, 2005)
- La sai l'ultima?
- Telemania (Rete 4, 1996-1997)
- Scherzi a parte (Canale 5, 1999, 2002-2003)
- Sotto a chi tocca (Canale 5, 1996-1997)
- Stranamore
- Genius – Il campionato dei piccoli geni (Rete 4, 2003-2006)
- Il migliore (Rete 4, 2006-2007)
- Il colore dei soldi (Italia 1, 2009)